# Şehrîbana Kurdî
Şehrîbana Kurdî (* 1973 in Izmir) ist eine kurdische Sängerin.

## Biografie
Şehrîbana Kurdîs Vater stammt aus Kiziltepe Mardin und ihre Mutter aus dem Bezirk Çınar der Stadt Diyarbakir. sie gehört einem der größten Volksstämme der Region namens Ömeriyan an.
Im Jahre 1982 gewann Şehrîbana Kurdî in Izmir einen Musik-Wettbewerb mit 35 Teilnehmenden. In der Musikkategorie Volksmusik nahm sie mit dem Song „Ben doğarken ağlamışım“ teil. Ab 1987 begann sie, sowohl im Familienkreis bei Feierlichkeiten als auch in der Schule zu singen und nahm ab 1990 professionellen Unterricht in Stimmbildung.
Den ersten Schritt in ihre professionelle Karriere machte Şehrîbana Kurdî im Jahre 1991 mit dem Album „Welatême Kurdistane“ („Meine Heimat ist Kurdistan“). Mit dem ersten Album hatte sie einen unerwartet großen Erfolg. In diesen Jahren wurde die kurdische Sprache in der Türkei verboten. Trotz aller Schwierigkeiten brachten die kurdischen Sänger ihre Alben auf den Markt.
Şehrîbana Kurdî ist verheiratet und Mutter von drei Töchtern und einem Sohn. Sie lebt mit ihrer Familie seit 1994 in Deutschland.

## Diskografie
- 1991: Ez Keçim keça kurdame d. h. „Ich bin ein Mädchen, ein kurdisches Mädchen“
- 1992: Sorgulamin d. h. „Meine rote Rose“
- 1993: Yek, du, sê d. h. „Eins, zwei, drei“ (3. Album)
- 1994: Em hatin d. h. „Wir sind gekommen“
- 2001: Baxçê Gulan d. h. „Rosengarten“
- 2001: Sitemkar
- 2005: Evîna Stranan d. h. „Liebe zu Liedern“ bzw. sinngemäß „Liebeslieder“
- 2016: Sebra Dilêmin, d. h. wörtlich „Geduld meines Herzens“ bzw. sinngemäß „Ich genieße es, bei dir zu sein“ (kurdischer Kosename zwischen Geliebten)